# Lech Sadowski
Lech Sadowski ps. „Budzyński”, „Sławek”, „Wasyl”, (ur. 15 marca 1917 w Metanówce (powiat hajsyński guberni podolskiej), zm. 12 stycznia 1991 w Warszawie) – porucznik rezerwy, organizator Oddziału Lwowskiego BIP-u.

## Życiorys
Urodził się 15 marca 1917 w rodzinie Bronisława i Ludwiki Iwaszkiewicz. Po ukończeniu w 1937 gimnazjum we Lwowie studiował prawo na Uniwersytecie Warszawskim na którym po wojnie w 1950 uzyskał dyplom. Od października 1939 w konspiracji w Oddziale Dyspozycyjnym Dowództwa Głównego SZP. W dniu 8 października 1939 roku razem z Józefem Mrozowickim i dwoma innymi działaczami Legionu Młodzieży Polskiej założył tajną organizację wojskową, 16 października zostali zaprzysiężeni członkowie organizacji dobrani na bazie działaczy młodzieżowych z nurtu piłsudczykowskiego. Początkowo została nadana jej nazwa P.O.W., przez wzgląd na tradycję. Wkrótce podporządkowali się Służbie Zwycięstwu Polsce, nawiązując kontakt z płk. dypl. Januszem Albrechtem. Pierwszym dowódcą sformowanego batalionu został Leon Stachórski, a I zastępcą został Mrozowicki, po aresztowaniu 23 listopada Leona Stachórskiego przejął dowództwo Józef Mrozowicki, który został aresztowany 23 marca 1940 roku. Po Mrozowickim dowództwo oddziału przejął Jan Mazur, ps. „Adam”, a od października 1940 roku Lech Sadowski, który początkowo w tym oddziale był dowódcą sekcji, później plutonu, następnie zastępcą dowódcy. Wspólnie z Józefem Mrozowickim od października 1939 roku wydał kilka numerów „Biuletynu Niepodległość”, pierwszego w Warszawie pisma podziemnego. Przybył do Lwowa 7 października 1941 w składzie tzw. „ekipy warszawskiej”, której zadaniem było zorganizowanie tam Obszaru Lwów. Od grudnia 1941 był organizatorem i szefem BIP-u Obszaru Lwów AK. Rozpoczął wydawanie w listopadzie 1941 nasłuchów radiowych dla potrzeb Komendy Obszaru, a w grudniu 1941 ukazał się pierwszy numer „Biuletynu Informacyjnego Ziemi Czerwieńskiej”, który zredagował. 25 kwietnia 1942 został przypadkowo aresztowany, a 15 kwietnia 1943 odbity z więzienia. Był następnie przerzucony do Warszawy, gdzie przez kilka miesięcy pracował w Wydziale Informacji BIP-u KG AK, m.in. kierował Podwydziałami P i W, był także inspektorem terenowym BIP-u KG. Przeniesiony został na początku 1944 do Wydziału Propagandy BIP-u KG. W powstaniu warszawskim był od połowy sierpnia 1944 dowódcą Oddziału Osłonowego „Chwaty” oraz pełnił funkcję oficera do zleceń Wydziału Propagandy. Mianowany porucznikiem rezerwy. Powrócił z niewoli do Warszawy, gdzie pracował jako prawnik, m.in. w Zjednoczonych Zespołach Gospodarczych INCO Stowarzyszenia „Pax”. Pochowany na cmentarzu Powązkowskim (kwatera 201-5-29,30).

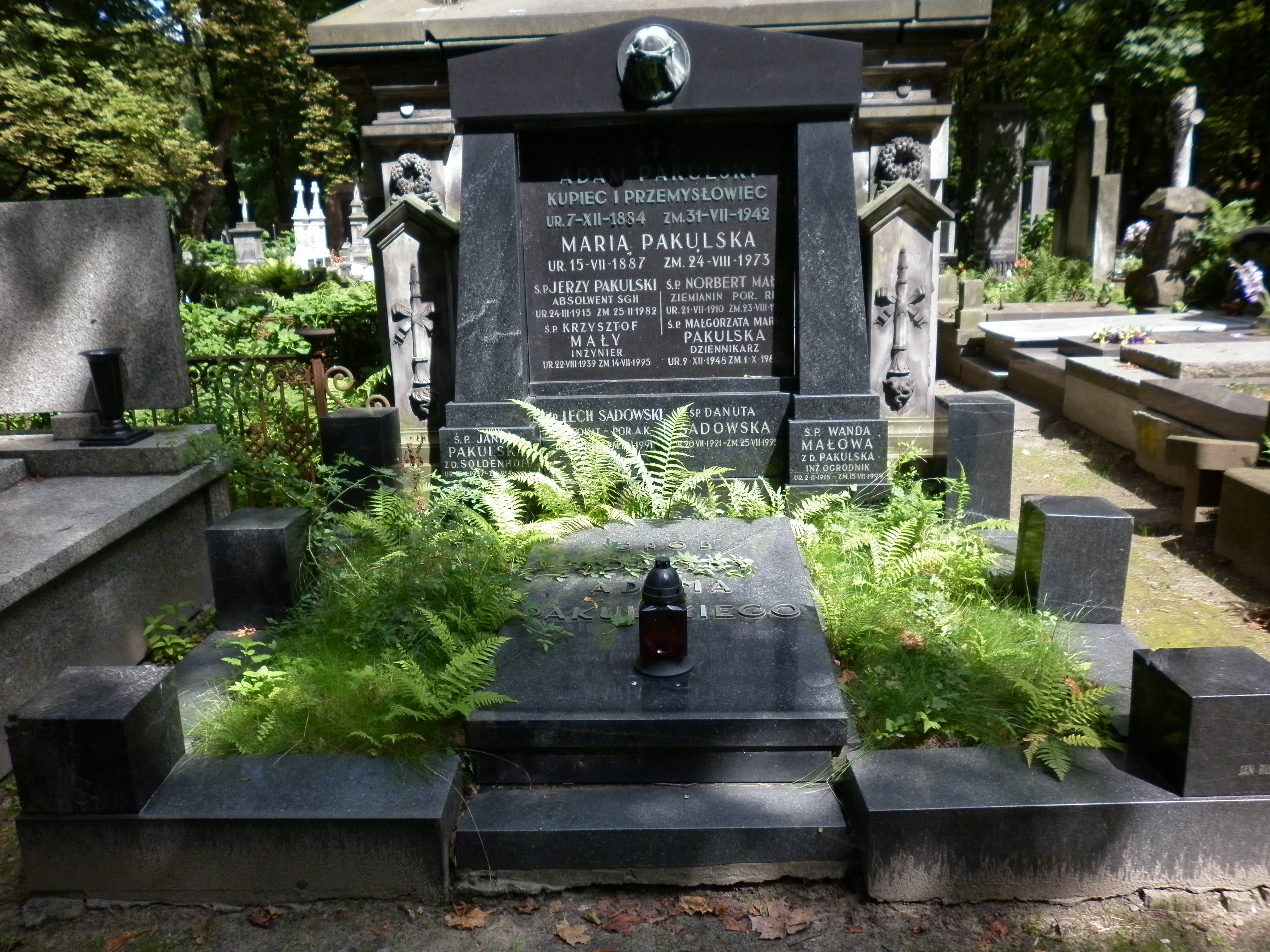
Grób Adama Pakulskiego i Lecha Sadowskiego na cmentarzu Powązkowskim

## Ordery i odznaczenia
- Krzyż Srebrny Orderu Virtuti Militari
- Krzyż Kawalerski Orderu Odrodzenia Polski
- Krzyż Walecznych (11 XI 1941)
- Srebrny Krzyż Zasługi z Mieczami